# Кировское сельское поселение (Краснодарский край)
Кировское се́льское поселе́ние — муниципальное образование в Славянском районе Краснодарского края Российской Федерации.
В рамках административно-территориального устройства Краснодарского края ему соответствует Кировский сельский округ.
Административный центр — хутор Галицын.

## История
Статус и границы сельского поселения установлены Законом Краснодарского края от 16 сентября 2004 года № 775-КЗ «Об установлении границ муниципального образования Славянский район, наделении его статусом муниципального района, образовании в его составе муниципальных образований - городского и сельских поселений - и установлении их границ».

## Население
| 2010  | 2012  | 2013  | 2014  | 2015  | 2016  | 2017  |
| ----- | ----- | ----- | ----- | ----- | ----- | ----- |
| 3949  | ↘3943 | ↗3946 | ↗3950 | ↗3968 | ↘3930 | ↗3952 |
| 2018  | 2019  | 2020  | 2021  | 2023  |       |       |
| ↗3961 | ↘3960 | ↗3981 | ↘3890 | ↘3824 |       |       |

## Населённые пункты
В состав сельского поселения (сельского округа) входят 4 населённых пункта:
| № | Населённый пункт        | Тип населённого пункта | Население (чел.) |
| - | ----------------------- | ---------------------- | ---------------- |
| 1 | Беликов                 | хутор                  | ↘954             |
| 2 | Галицын                 | хутор                  | ↘1883            |
| 3 | Красноармейский Городок | хутор                  | ↗557             |
| 4 | Погорелово              | село                   | ↗555             |